# داروک (نام خانوادگی)
داروک (انگلیسی: Darroch، تلفظ: ‎/ˈdærək/‎) یک نام خانوادگی است. افراد سرشناس با این نام از این قرارند:
- کیم داروک (زادهٔ ۱۹۵۴)، دیپلمات بریتانیایی
- جرمی داروک (زادهٔ ۱۹۶۲)، بیزینس‌من بریتانیایی